# De feesten van angst en pijn
De feesten van angst en pijn is een dichtbundel van de Belgische dichter Paul van Ostaijen (1896-1928). De dichter leverde in 1921 in Antwerpen één exemplaar van het boek op. Een gedrukte versie van de bundel verscheen pas veel later, in 2006. Hierin zijn het oorspronkelijke handschrift en kleurgebruik van de dichter te zien, van betekenis omdat de kleur deel uit zou maken van het effect van de tekst. In de dichtbundel verzamelde Van Ostaijen indrukken van het Berlijn van na de Eerste Wereldoorlog.
De Vlaamse componist Bram Van Camp heeft tussen 2010 en 2012 een liederencyclus gemaakt op basis van de dichtbundel van Van Ostaijen. De liederencyclus is geschreven voor sopraan en ensemble.